# 津田重長
津田 重長（つだ しげなが、? - 寛永2年〈1625年〉）は、戦国時代から江戸時代初期にかけての武士。津田流の砲術家。
通称は平八、監物。津田算正の次男で、子に重信、正貞、算茂、正徳がいる。

## 生涯
紀伊国那賀郡小倉荘（現在の和歌山県和歌山市・岩出市）の土豪である津田算正の次男として生まれる。兄・刀祢楠は天正5年（1577年）に切腹しており、重長が家督を継いだ。
重長は大和国郡山城主の増田長盛に仕え、慶長5年（1600年）、鉄砲衆50人を率いて関ヶ原の戦いに参戦したという。その後、浅野幸長や小早川秀秋に仕え、慶長7年（1602年）に秀秋が死去した後、美濃国加納の松平忠政・忠隆に300石で仕えた。
元和5年（1619年）に徳川頼宣が紀伊に入国した際、鉄砲に関して有用な人材として重長を召し抱えようとしたが、重長は固辞したとされる。重長は津田流砲術の伝書において、津田自由斎から津田流を継承したとされており、父・算正や自由斎と同様、鉄砲の腕に優れていたとみられる。また、津田流が砲術として確立したのは、重長や奥重政の代であると考えられる。
寛永2年（1625年）、重長は死去した。

## 子息
重長の子のうち、長男・次男・四男は美濃加納藩に仕え、三男の算茂は江戸へと赴いた。
津田流砲術は長男・重信が継承した。重信が加納で死去した後、その長男の算義が津田流を継いだとみられるが、寛永9年（1632年）に松平忠隆が没して主家が断絶すると、算義は病身のため紀伊に戻り、砲術から身を引いたという。
重長の次男・正貞は小姓と口論になり、加納藩を退去した。のち紀伊国那賀郡吉田中野黒木（岩出市）に住んだ。
四男・正徳は寛永4年（1627年）に加納から紀伊に戻り、寛文6年（1666年）に紀州藩に40石で召し出された。長兄・重信の死後、津田本家の家督は正徳が継いでいる。